# 第25號交響曲 (莫扎特)
莫扎特的G小調第25號交響曲，目录第183號，1773年10月5日於薩爾茨堡完成，只比他上一首交響曲遲2天完成。

## 背景
1773年是「莫扎特在交響曲風格上出現本質變化的一年」（引用H·C·羅賓斯·蘭登之言），他在這年完成數首交響曲，第25號則最能展現出風格的蛻變和獨特性。尤其是和第24號交響曲相比，不論其形式、表現內容，都有驚人的發展。它和第40號交響曲一樣，都是莫扎特現存的交響曲中極少數採用小調寫成的（同時又是g小調）。學者拉爾森相信，這首交響曲是受海頓同調性的第39號交響曲所啟發。

### 出版
Günther u. Böhme，1798年

## 分析

### 配器
- 木管樂器：2雙簧管、2巴松管[註 2]
- 銅管樂器：4圓號（B♭調、G調各2）
- 弦樂器：第一小提琴、第二小提琴、中提琴、大提琴、低音提琴

### 結構
本樂曲共分為四個樂章。
1. 精神抖擻的快板（Allegro con brio）
2. 行板（Andante）
3. 小步舞曲（Menuetto）
4. 快板（Allegro）

其中第一樂章切分音引子後的第一主題，採用了曼海姆樂派所提倡的「曼海姆火箭」（Mannheim Rocket，或譯作「曼海姆式上昇」）技巧，即是利用分解和絃，以短時間由低音區上行到高音區，當時來說是非常前衛的寫作手法。及後，「曼海姆火箭」技巧在他的第40號交響曲第四樂章，以及貝多芬的第1號鋼琴奏鳴曲中，亦能找到。

## 評價
- 阿伯特（H. Abert）指出，第25號交響曲「是《魯喬·席拉（英语：Lucio Silla）》以來，莫扎特最激烈表現的作品」。[3]
- 阿爾弗雷德·愛因斯坦（英语：Alfred Einstein）讚許此曲為「奇蹟」，認為此曲選用小調固然代表受難意義，但內容「與橄欖山或十字架的虔誠信念無任何關聯，而完全出自個人的苦惱體驗」。他並認為此曲「全部樂章都明示出新的精神」。[4]
- H·C·羅賓斯·蘭登的研究主張，此曲「是莫扎特在音樂層面一種深度根源的力量表現，而不是其叛逆精神所引起」。[4]

## 大眾文化
- 美國導演米洛斯·福曼所執導的電影（1984年），最開頭的音樂便是用上了本曲。

## 外部連結
- 《莫札特第25號交響曲》：谱子和报道（德语），《莫扎特全集》
- 莫札特第25號交響曲：国际乐谱典藏计划上的乐谱